# شذيل بيلي
شذيل بيلي (الاسم العلمي:Anomalurus pelii) (بالإنجليزية: Pel's flying squirrel)‏ هو نوع من الحيوانات يتبع جنس الشذيل من الفصيلة الشذيلية.